# Col di Lana
Il Col di Lana (Col de Lana in ladino) è una montagna (2 452 metri) delle Dolomiti. Si trova in comune di Livinallongo del Col di Lana (Belluno), tra la valle del Cordevole e il passo Falzarego.

## Geografia fisica
Il Col di Lana si allunga alla sinistra della valle del Cordevole, delimitato a sudest dal rio Andraz, a sudovest dal Cordevole stesso, a nordovest dal torrente Ruaz. A nordest un'ampia vallata lo separa dal Setsass.
Il gruppo si articola in più cime che sono, a partire da sudest, il Panettone (2 125 m), il Cappello di Napoleone (2 200 m), il Col di Lana vero e proprio (2 452 m), la cima Sief (2 424) e il Col de la Roda (1 971).

## Storia

### Prima guerra mondiale
Località di confine tra l'Impero austro-ungarico e il Regno d'Italia, il Col di Lana è stato teatro di aspri combattimenti nel corso della prima guerra mondiale che hanno lasciato sul terreno oltre 8 000 morti (da cui il soprannome "Col di Sangue"). 
La cima venne infatti ripetutamente contesa nel 1915 e l'anno seguente i reparti italiani, decisi a scacciare definitivamente il nemico (che nel tenere la montagna era coadiuvato anche da reparti dell'Alpenkorps tedeschi), scelsero di copiare ciò che il nemico aveva fatto nel vicino Lagazuoi poco tempo prima, approntando una camera di mina per far saltare in aria la montagna, secondo un piano ideato da Gelasio Caetani. Gli austroungarici, accortisi del pericolo, decisero a loro volta di realizzare una contromina. I genieri italiani terminarono però per primi i lavori, e gli austroungarici, accortisi di ciò, dovettero comunque mantenere la posizione secondo gli ordini diramati. La notte del 17 aprile 1916, alle ore 23:35, esplose la colossale mina, costituita da 5 tonnellate di gelatina dinamite. Una parte della montagna crollò per gli effetti dell'esplosione, causando la morte di circa 150 militari austroungarici e consentendo agli italiani di occupare la vetta sconvolta da un enorme cratere di 30x55 m e 12 m di profondità. Il film Montagne in fiamme di Luis Trenker tratta questa vicenda. 
Nel 1917 tuttavia, a seguito della disfatta di Caporetto, gli italiani si dovettero ritirare da tutta la zona sino al monte Grappa per mantenere la nuova linea con il massiccio delle Melette. Il Col di Lana nell'ultimo anno di guerra si trovò così in zona di retrovia imperiale e non fu più interessato dai combattimenti.

## Escursionismo

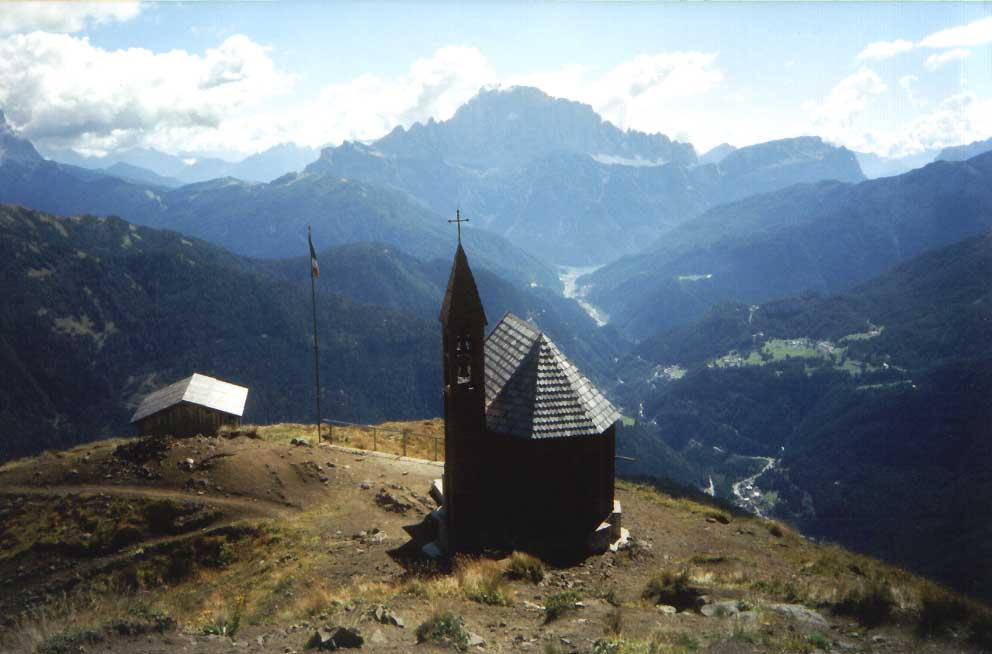
La chiesetta in prossimità della cima; sullo sfondo il Civetta.

Tutte le cime sono raggiungibili attraverso i sentieri CAI 21 (Pieve di Livinallongo-Passo Sief), 21bis (Castello-Col di Lana) e dalle diverse varianti. Parte dei percorsi compongono l'anello detto "Teriol Ladin", costituito nel 1996 dal CAI di Livinallongo. 
Sulla cima principale sorgono una chiesetta e il bivacco Brigata Alpina Cadore.